# Цинкнеодим
Цинкнеодим — бинарное неорганическое соединение
неодима и цинка
с формулой NdZn,
кристаллы.

## Получение
- Сплавление стехиометрических количеств чистых веществ:

{\displaystyle {\mathsf {Nd+Zn\ {\xrightarrow {923^{o}C}}\ NdZn}}}

## Физические свойства
Цинкнеодим образует кристаллы
кубической сингонии,
пространственная группа P m3m,
параметры ячейки a = 0,3667 нм, Z = 1,
структура типа хлорида цезия CsCl
.
Соединение конгруэнтно плавится при температуре 923°C
.
Образует две эвтектики :
- с неодимом состава 23,1 ат.% цинка и температурой плавления 630°C;
- с дицинкнеодимом состава 57,5 ат.% цинка и температурой плавления 868°C.

Является парамагнетиком с температурой Кюри Θp = 30 К. При температуре 66 К происходит переход в антиферромагнитное состояние
 (70 К ).